# وربر (مقاطعة تشرداول)
وربر (بالفارسية: وربر) هي قرية تقع في قسم هليلان الريفي (مقاطعة تشرداول) في إيران. يقدر عدد سكانها بـ 54 نسمة بحسب إحصاء 2016.